# Łękuk (jezioro w gminie Kruklanki)
Łękuk – jezioro w Polsce, położone w województwie warmińsko-mazurskim, w powiecie giżyckim, w gminie Kruklanki.

## Położenie
Według regionalizacji fizycznogeograficznej Polski jezioro leży na Pojezierzu Ełckim, natomiast według regionalizacji przyrodniczo-leśnej – w mezoregionie Puszczy Boreckiej, w dorzeczu Sapina–Węgorapa–Pregoła. Znajduje się około 5 km w kierunku wschodnim od jeziora Gołdapiwo. W okolicach brzegów położone są miejscowości Łękuk Wielki, Diabla Góra i Jeleni Róg. Od strony wschodniej wpływa niewielki ciek wodny o nazwie Dopływ z jez. Łękuk, wypływa na północy w kierunku jeziora Żabinki. W sumie jezioro zasilają cztery dopływy. Powierzchnia całkowita zlewni wynosi 13,5 km².
Brzegi są strome i wysokie od północy oraz zachodu. W otoczeniu znajdują się łąki, pola i lasy. Jezioro stanowi skraj Puszczy Boreckiej, a jego typ określa się jako leszczowy.
Jezioro leży na terenie obwodu rybackiego jeziora Łękuk w zlewni rzeki Węgorapa – nr 14. Znajduje się na terenie Obszaru Chronionego Krajobrazu Puszczy Boreckiej o łącznej powierzchni 22 860,9 ha.

## Morfometria
Według danych Instytutu Rybactwa Śródlądowego powierzchnia zwierciadła wody jeziora wynosi 20,7 ha. Średnia głębokość zbiornika wodnego to 4,6 m, a maksymalna – 12,5 m. Lustro wody znajduje się na wysokości 127,4 m n.p.m. Objętość jeziora wynosi 957,4 tys. m³. Maksymalna długość jeziora to 670 m a szerokość 500 m. Długość linii brzegowej wynosi 1 300 m.
Inne dane uzyskano natomiast poprzez planimetrię jeziora na mapach w skali 1:50 000 według Państwowego Układu Współrzędnych 1965, zgodnie z poziomem odniesienia Kronsztadt. Otrzymana w ten sposób powierzchnia zbiornika wodnego to 21,0 ha, a wysokość bezwzględna lustra wody – 127,3 m n.p.m.

## Jakość wody
Łękuk jest jeziorem eutroficznym o dużej podatności na degradację, ale o stosunkowo mało zaawansowanym stopniu eutrofizacji.
Przed przyjęciem ramowej dyrektywy wodnej Łękuk wchodził w skład reperowej sieci monitoringu. Według badań z roku 1983 wartości wskaźników czystości wód zgodnie z ówczesnymi kryteriami klasyfikacji dały ostatecznie drugą klasę czystości. Niektóre parametry dawały klasę niższą, zwłaszcza azot i fosfor, inne wyższą. Woda jeziora ma zauważalne zabarwienie (od 30 mgPt/dm³ przy powierzchni do ponad 30 mgPt/dm³ nad dnem), co wynika głównie z dużej zawartości żelaza. Substancje humusowe też mają na to wpływ, jednak jest ich stosunkowo mało, co przy dość dużej zawartości wapnia (32–45 mg/dm³), sprawia, że woda jeziora jest zasadowa. Zgodnie z badaniem z 1993 roku również przyznano akwenowi II klasę czystości.

## Przyroda
W skład roślinności zanurzonej wchodzą m.in. jaskier krążkolistny i grzybienie białe. Wokół brzegów dominuje pałka szerokolistna i tatarak. Ze względu na stosunkowo niedużą żyzność, fitoplankton osiąga niedużą biomasę, a dominują w nim bruzdnice, zwłaszcza Ceratium hirindinella oraz zielenice, zwłaszcza Oedogonium. Zarówno fitoplankton, jak i zooplankton jest stosunkowo mało bogaty gatunkowo.